# Barma (krater)
För andra betydelser, se Barma.
Barma är en nedslagskrater på planeten Merkurius, med en diameter på ungefär 123 kilometer.
1982 uppkallades kratern efter Postnik Jakovlev.
1979 föreslogs namnet Yakovlev.